# Eugene Mercer
Eugene Leroy (Roy) Mercer (Kennett Square, 30 oktober 1888 - 2 juli 1957) was een Amerikaanse atleet, die zich had gespecialiseerd in de meerkamp. 
Mercer nam deel aan de Olympische Spelen van 1912 in Stockholm, waar hij als vijfde eindigde bij het verspringen en als zesde op de tienkamp.
Naast het atletiekgedeelte nam Mercer in Stockholm ook deel aan de wedstrijden in het basketbal, dat als demonstratiesport aanwezig was.  

## Persoonlijke records
| Discipline           | Prestatie                             | Datum           | Plaats    |
| -------------------- | ------------------------------------- | --------------- | --------- |
| 100 m                | 11,00 s                               | juli 1912       | Stockholm |
| 400 m                | 49,9 s                                | juli 1912       | Stockholm |
| polsstokhoogspringen | 3,60 m                                | juli 1912       | Stockholm |
| verspringen          | 7,28 m                                | 1912            |           |
| tienkamp             | 7074,995 p (5825 p vlgns telling '85) | 13/15 juli 1912 | Stockholm |

## Palmares

### verspringen
- 1912: 5e OS - 6,97 m

### tienkamp
- 1912: 5e (6e) OS - 7074,995 p